# Антуан Бурдель
Антуан Бурдель, повне ім'я Еміль-Антуан Бурдель (фр. Emile Antoine Bourdelle; 30 жовтня 1861, Монтобан — 1 жовтня 1929, Ле-Везіне) — французький скульптор, учень Огюста Родена, послідовник його класичних традицій. Робив пастелі, ескізи для фресок, скульптурні монументи, рельєфи. Майже 20 років працював викладачем історії мистецтв.

## Життєпис

### Родина

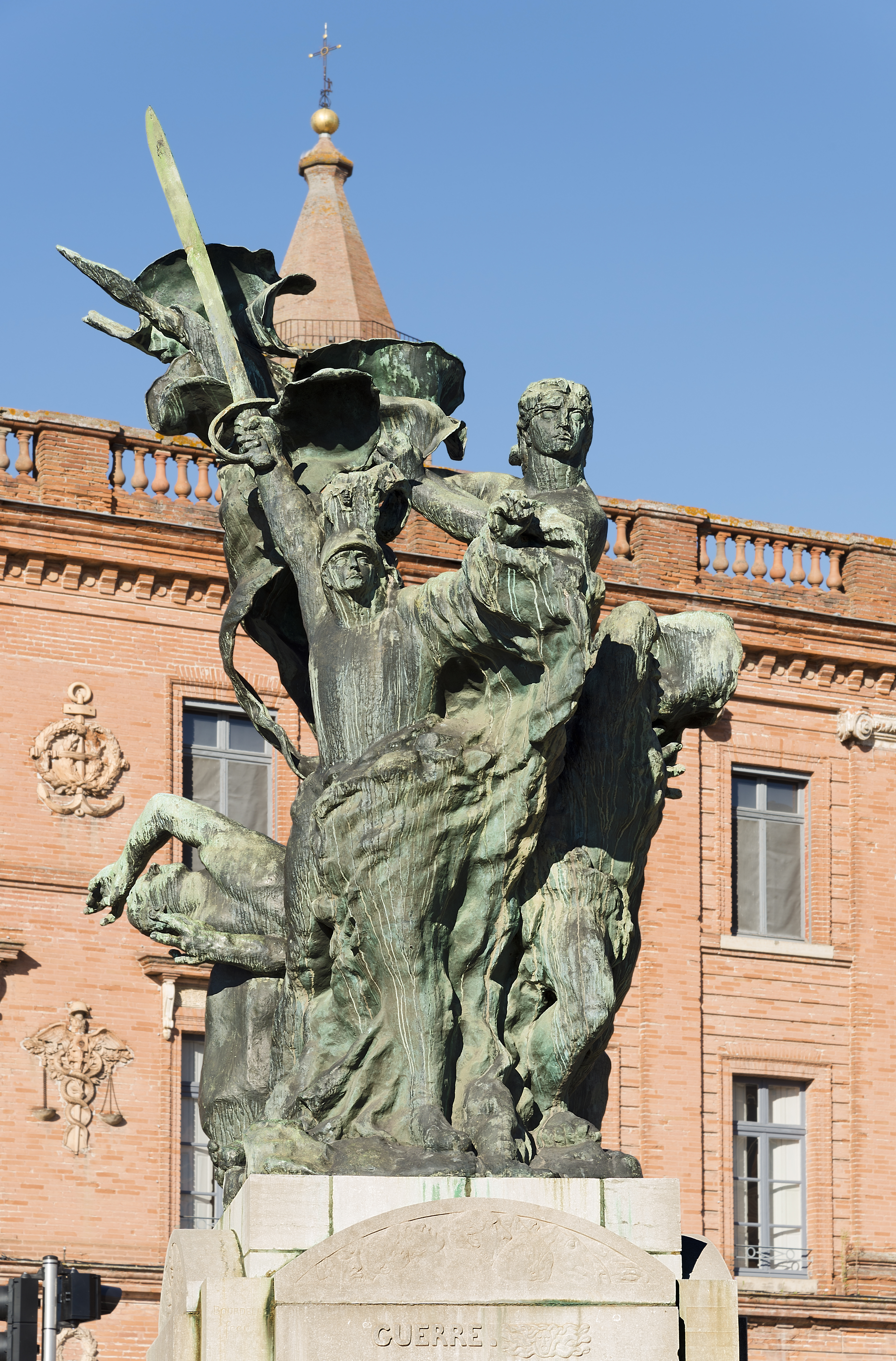
Скульптор Бурдель. Монумент загиблим мешканцям Монтобана у війні 1870 року, відкритий 1902 р.

Народився в стародавньому місті Монтобан в родині ремісника. Батько — різьбяр по дереву і майстер меблів, рідний дядя — каменяр, дід — ткач. Батька поважали в місті й доручали реставрацію старожитностей. Саме він реставрував стародавні лави церкви Сен-Жан і виробив для неї дві скульптури апостолів. У часи великих замовлень до майстерні батька кликали відомих місцевих майстрів з близької Тулузи. Тобто, атмосфера була цілком артистичною, а сина залучали до малювання та виготовлення оздоб для дерев'яних меблів.

### Початок мистецького шляху
Невельможне походження Бурделя не стало в заваді навчатися у мсьє Комба, учня Енгра і засновника музею великого портретиста в місті Монтобан. До того ж, родина Бурдель і мешкала поблизу цього музею. Першим меценатом майбутнього скульптора став поет Е. Пувійон, що надав допомогу родині й відправив юнака в Тулузу, у школу мистецтв.

### Тулуза

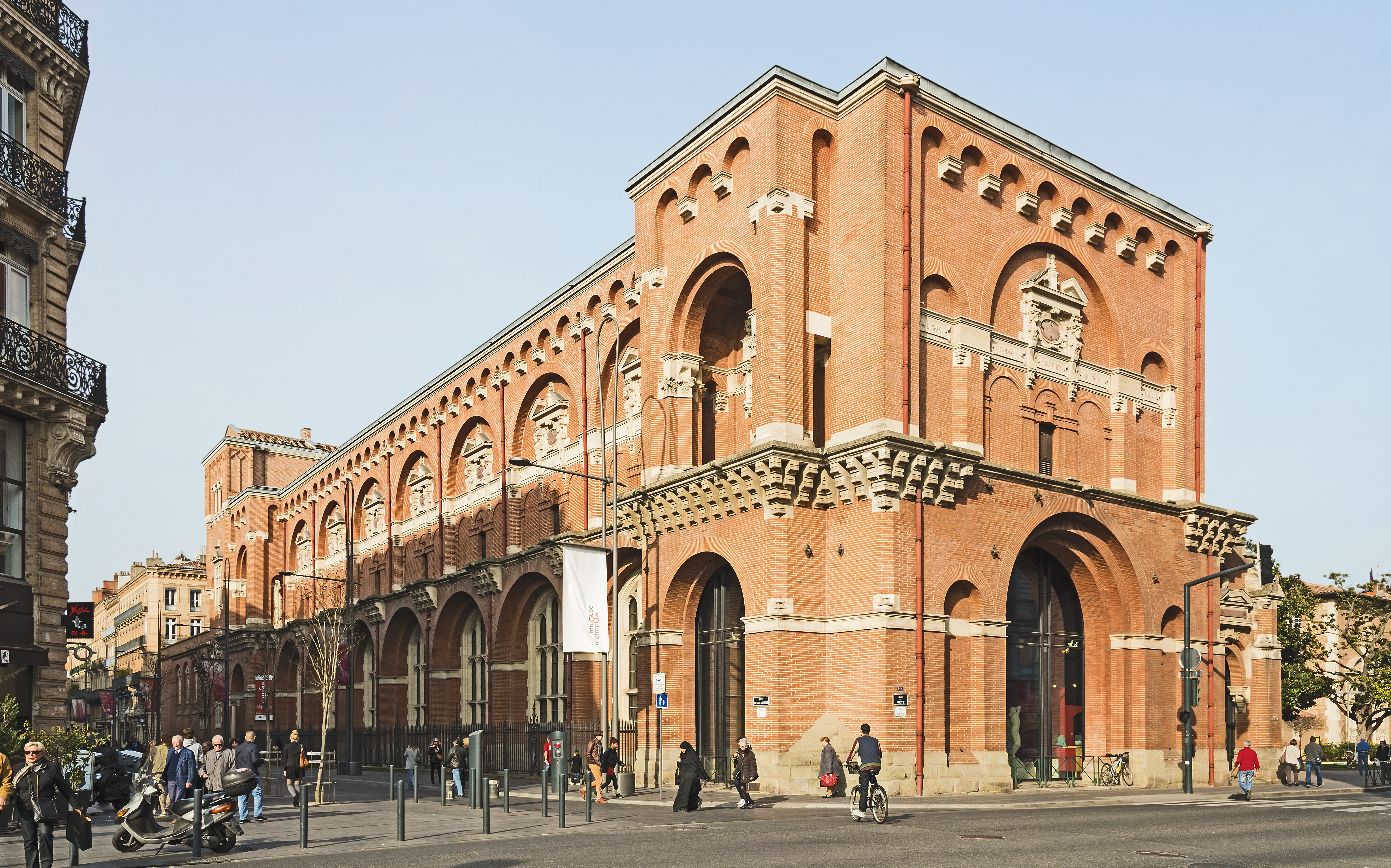
Монастир августинців, школа мистецтв в Тулузі 19 століття.

Школа мистецтв в Тулузі 19-го століття розміщалася в колишньому монастирі августинців 16 століття. Завзятий учень лякав викладачів працездатністю і пристрастю до творчості. Він серед найкращих учнів школи. І саме йому місцевий магістрат надав стипендію від міста Тулуза на навчання в Парижі.

### Страшна атмосфера 1880-тих
Юнаку було важко розібратися в бурхливій і сташній дійсності Парижа 1880-х. Про неї влучно написав в щоденнику Ромен Роллан: «Треба згадати про лихоманку 1880-тих. Задушлива атмосфера французької політики, відраза до буржуазної республіки, де головував Треві, що потопав у хабарях і злочинах, меч Німеччини Бісмарка, що висів над нашою юністю…Ми почували себе на краю безодні.» Страшна атмосфера 1880-х закінчиться у 1894 році убивством президента Карно…
Не краще було і в мистецтві. Париж дивував розбурханістю мистецького життя, різнобарвністю виставок і художніх напрямків. Дискусії переходили в лайки між митцями і закінчувались образами і дуелями. Зі сцени історії сходив імпресіонізм, а кризу напрямку відчували навіть завзяті прихильники-імпресіоністи. Виникає декаданс. Академізм офіційних митців довів скульптуру Франції до справжньої кризи і чергового періоду занепаду.

### Покинута Академія
Він учень Паризької Академії Мистецтв. Перебуває в столиці з 1884 року. Задушлива атмосфера академічного напрямку нічим не нагадувала Бурделю дух майстерні батька чи навчання в Школі мистецтв Тулузи. Бурдель наважився покинути академію і його позбавили тулузької стипендії. Матеріальний стан митця значно погіршився і після переїзду до нього родини з Монтобана. Рятувало право виставлятися в різних Салонах і продаж своїх робіт. Серед перших самостійних творів — портретні погруддя, скульптури «Травмоване життя», «Помираюче кохання», «Перша перемога Ганнібала». Про нього не забули і земляки монтобанці, що мешкали в Парижі. «Першу перемогу Ганнібала» придбала меценатка маркіза де Марі і передала в музей Монтобана ще за життя скульптора.

### Бурдель і Роден

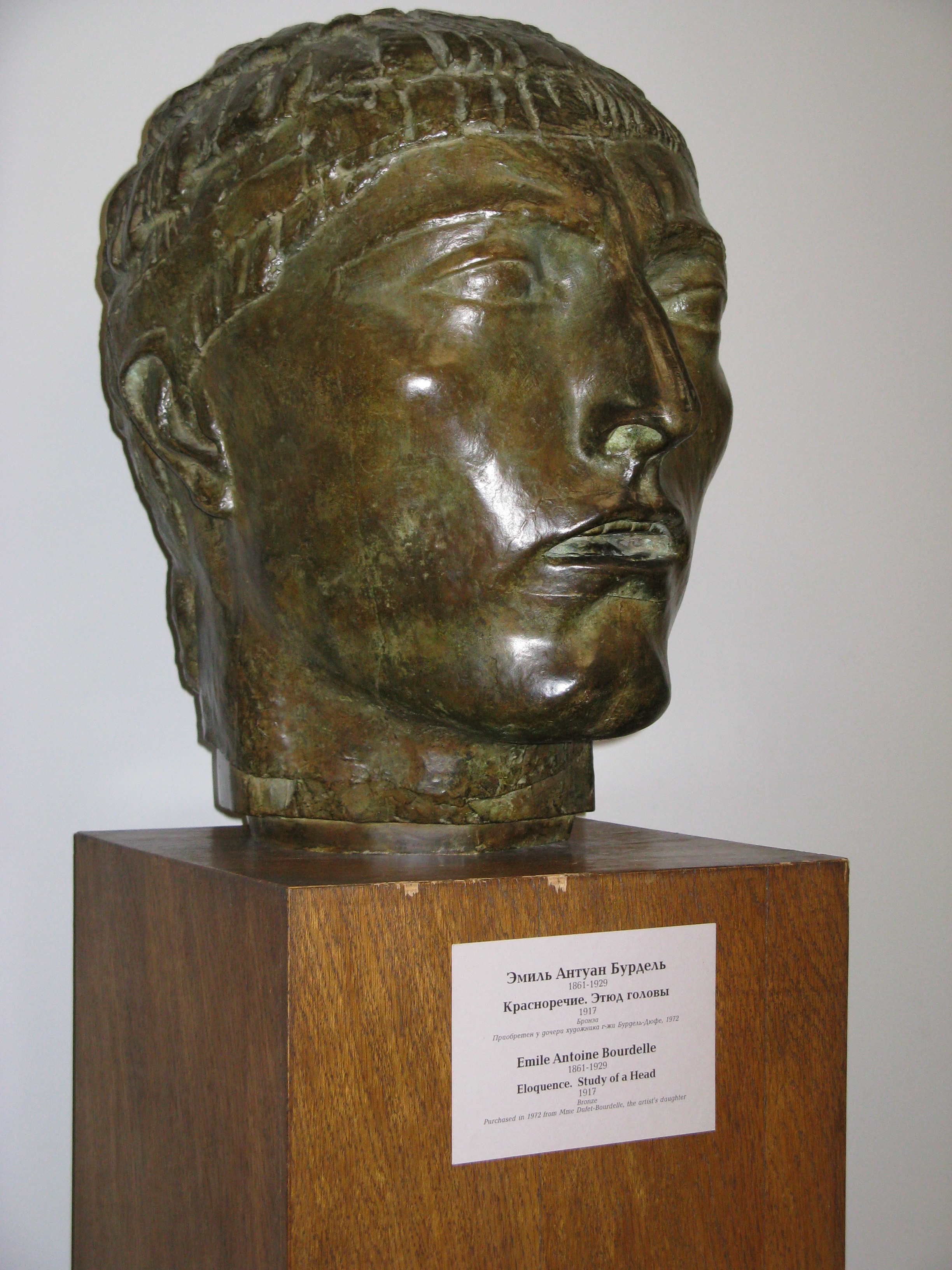
Голова до алегорії «Красномовство (Бурдель)». Ермітаж, Петербург.

Важко складалась і кар'єра Родена. На деякий час він навіть покидав Париж заради Брюсселя в Бельгії. У Парижі пізніше відкрив майстерню і мав необхідність в учнях і помічниках. Одним із помічників Родена став Бурдель, що за віком не підходив для учня. Роден поважав Бурделя як фахівця і після обговорень доручав тому закінчувати свої твори.
Але художні манери майстрів різнилися. Ближчий до провінційного французького мистецтва Бурдель переніс у свої скульптури пристрасть, монументальність і нерівну, незгладжену, шорсткувату поверхню провінційних творів. До створення героїчних образів Бурдель мав хист більший, ніж Огюст Роден.
Працюючи в майстерні Родена, Бурдель робив і власні твори. Серед найзначніших — монумент на честь загиблих мешканців Монтобана у війні 1870 року. Скульптор витратив на створення монумента дев'ять років і закінчив у 1902-му.

### Бурдель і античність
Серед постійних тем Бурделя — античність. Але привабила скульптора не доба Перікла чи Праксителя, а архаїчна Греція, ще напівдика і щира в виявах почуттів. Серед творів майстра — «Кентавр при смерті», напівдикий «Геракл-лучник», поетеса Сафо. Для Монтобана Бурдель створив монументальну композицію «Франція», де країну уособлювала скульптура Афіни. Античні образи й музи наявні на рельєфах для театрів Єлисейських полів і театру опери в Марселі.

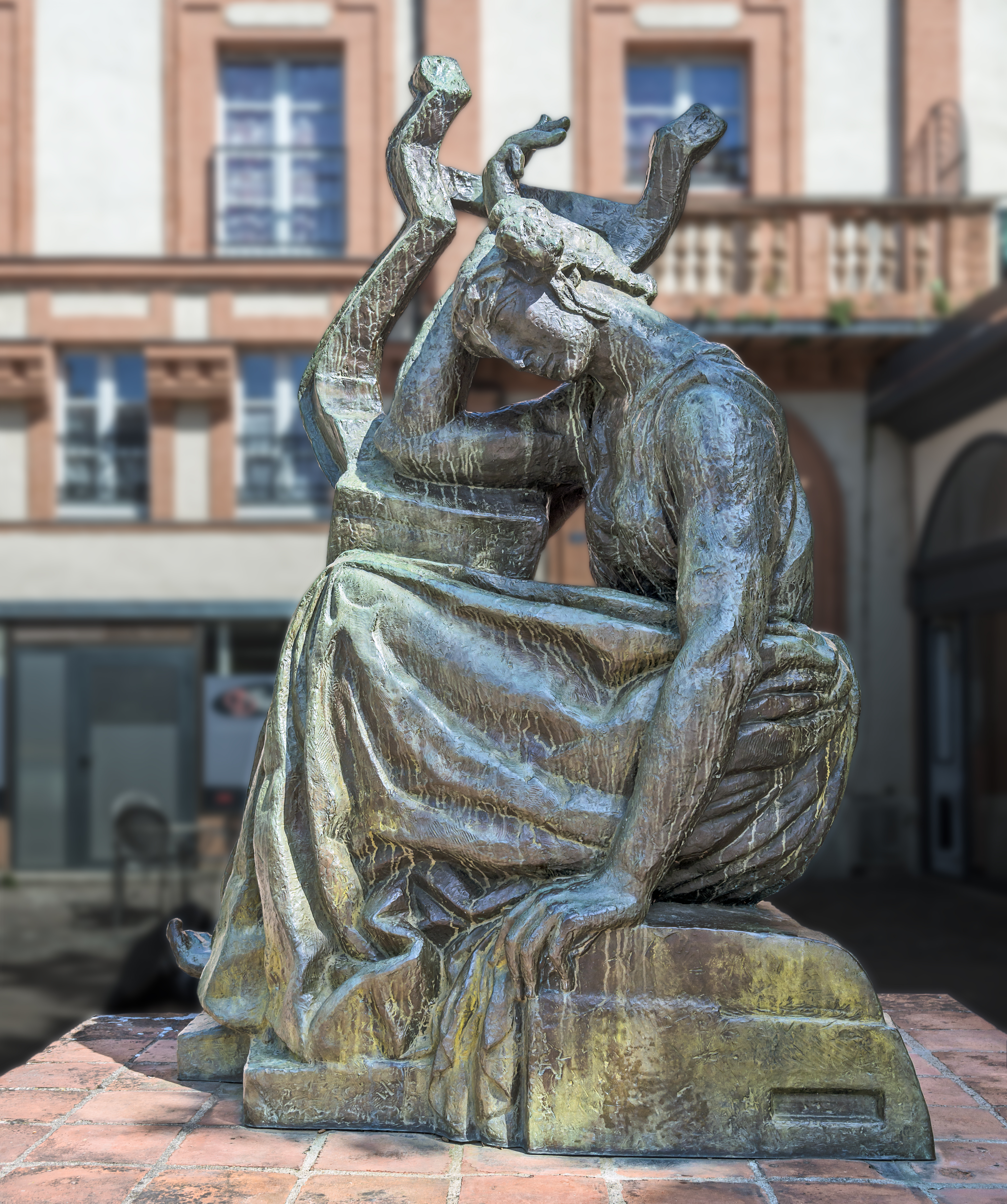
Поетеса Сафо.
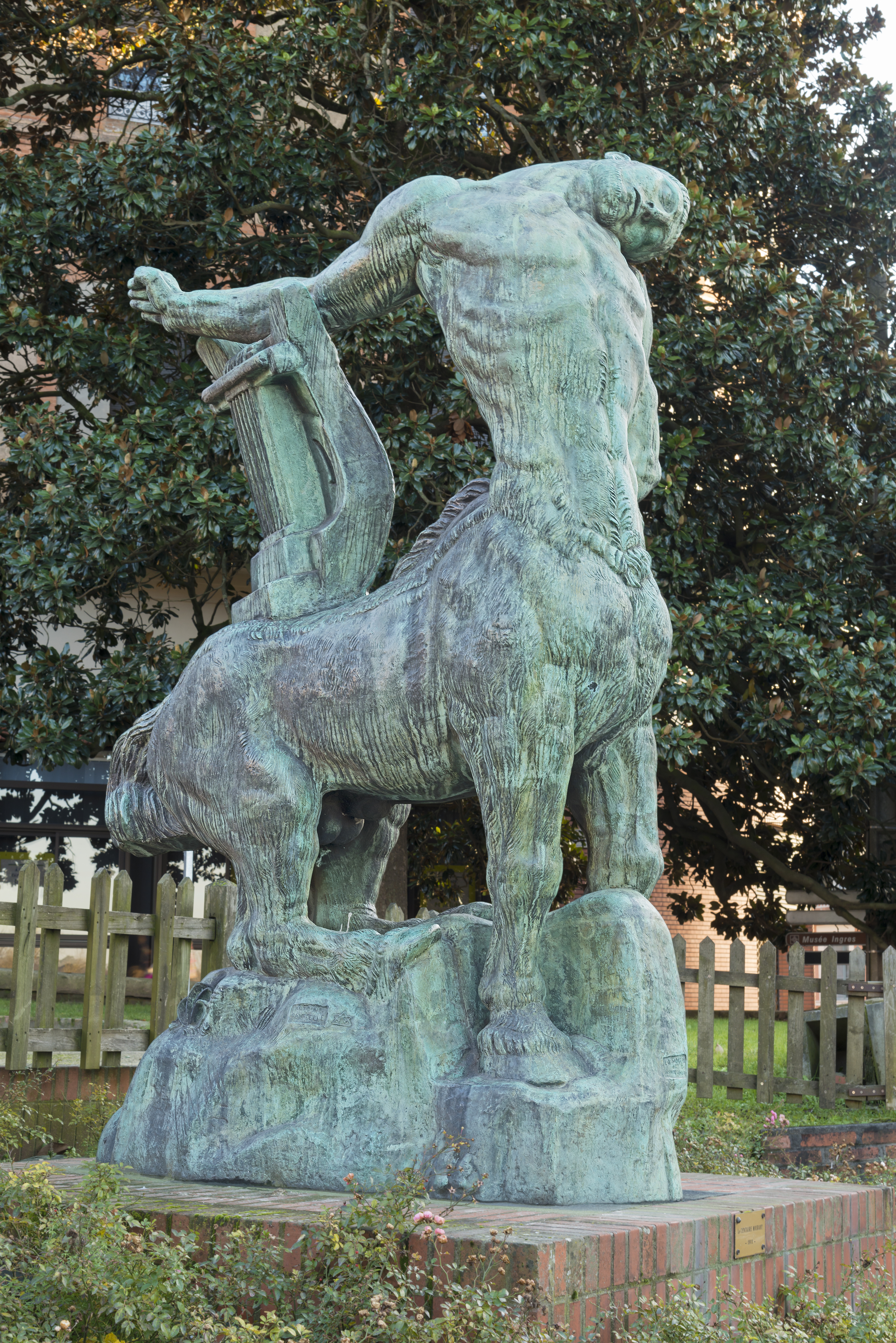
Помираючий кентавр
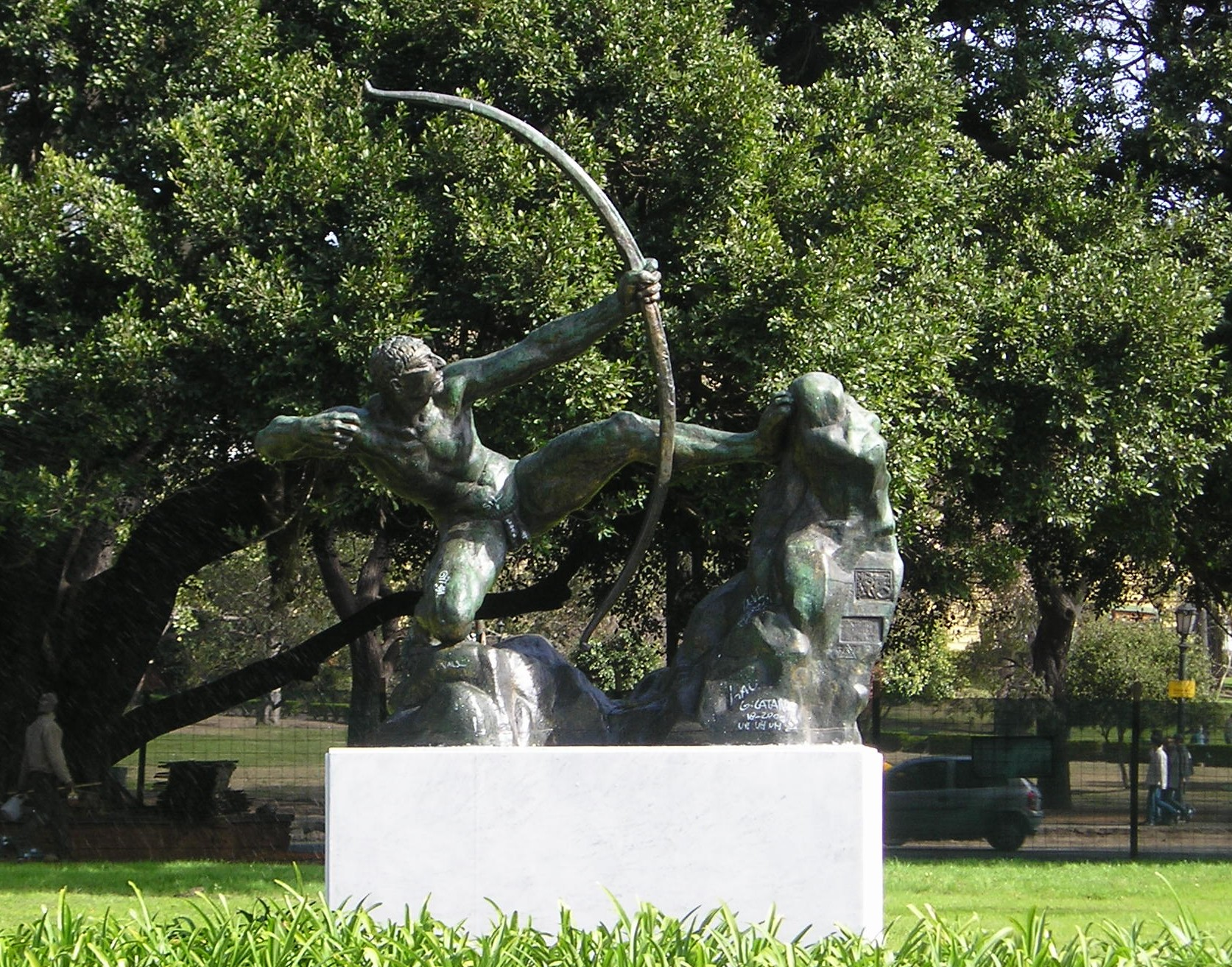
Геракл — лучник

## Замова на монумент Альвеару
Замову на монумент генералу Альвеару Бурдель отримав від Ангентини ще до війни 1914 року. Умовами були -
- генерал на коні
- на постаменті чотири алегоричні фігури.

Алегорії додатково пояснювали чесноти генерала — Міць (Сила), Переможність (Перемога), Волелюбність (Свобода), Красномовство (Ораторство). Першу модель майбутнього кінного монумента митець створив 1912 року. Скульптор довго розраховувам масштаб, реальну висоту споруди, до шести разів переробляв кожну алегорію, бо вони були своєрідним анахронізмом. Бурдель невпинно працював десять років, накопичив гору малюнків з варіантами. Коней він замальовував в стайнях кірасірського полку в рідному Монтобані, куди перебрався в роки 1-ї світової війни. Майстер зупинився на варіанті з підкресленим вертикалізмом. Кути постаменту підкреслювали фігури алегорій. Вдвічі вищий за них постамент прикрасили глухі арки і майданчик для коня. Висота скульптур-алегорій дорівнювала 370 см. На виливання з бронзи всіх фігур витратили три роки. Розпочатий в 1912 році твір був закінчений лише 14 років потому і урочисто відкритий в жовтні 1926 року. Його загальна висота становила 20 метрів.
Кінь і вершник — як одне ціле, монумент в статичній позі добре виглядав на тлі неба. Мужністю і напруженою скорботою віяло і від алегоричних фігур. Бурделя засмутила звістка про обстріл Реймського собору і безпідставні руйнації видатної історичної пам'ятки Франції. Він виплеснув власний біль в серії малюнків під назвою «Душі середньовічних будівничих, що прийшли захистити Реймс». Чорні силуети повсталих з могил майстрів міцно і ніжно обіймали стіни собору в останньому намаганні захистити своє улюблене творіння, бо навіть живі не спромоглися захистити собор.
Давньогрецька архаїка і середньовічні впливи відчутні і в алегоріях, що оточували постамент генералу Альвеару. Суворі, вони ніби сповіщали, що ніколи не будуть беззахисні Свобода, Волелюбність і що попереду Перемога. Алегорія Перемоги — з мужністю і непохитністю підтримує меч і паросток дерева, як передвістя майбутнього життя. Але в її обличчі ніякого натяку на радість перемоги. Вже не про генерала, а про суворі поневіряння і випробування самої Франції розповідали алегоричні фігури генеральського постаменту.

### Спадок майстра. Музей Бурделя в Парижі
Скульптор залишив значний творчий спадок, серед якого близько 900 скульптур, приблизно 6 000 малюнків, рельєфи, монументи, фрески.
Після смерті Бурделя, його дружина, Клеопатра Севастос, грекиня за походженням, розібрала архів і створила музей Бурделя на Монпарнасі. Їй допомагали дочка і прихильники майстра. Музей відкрито у 1949 році.

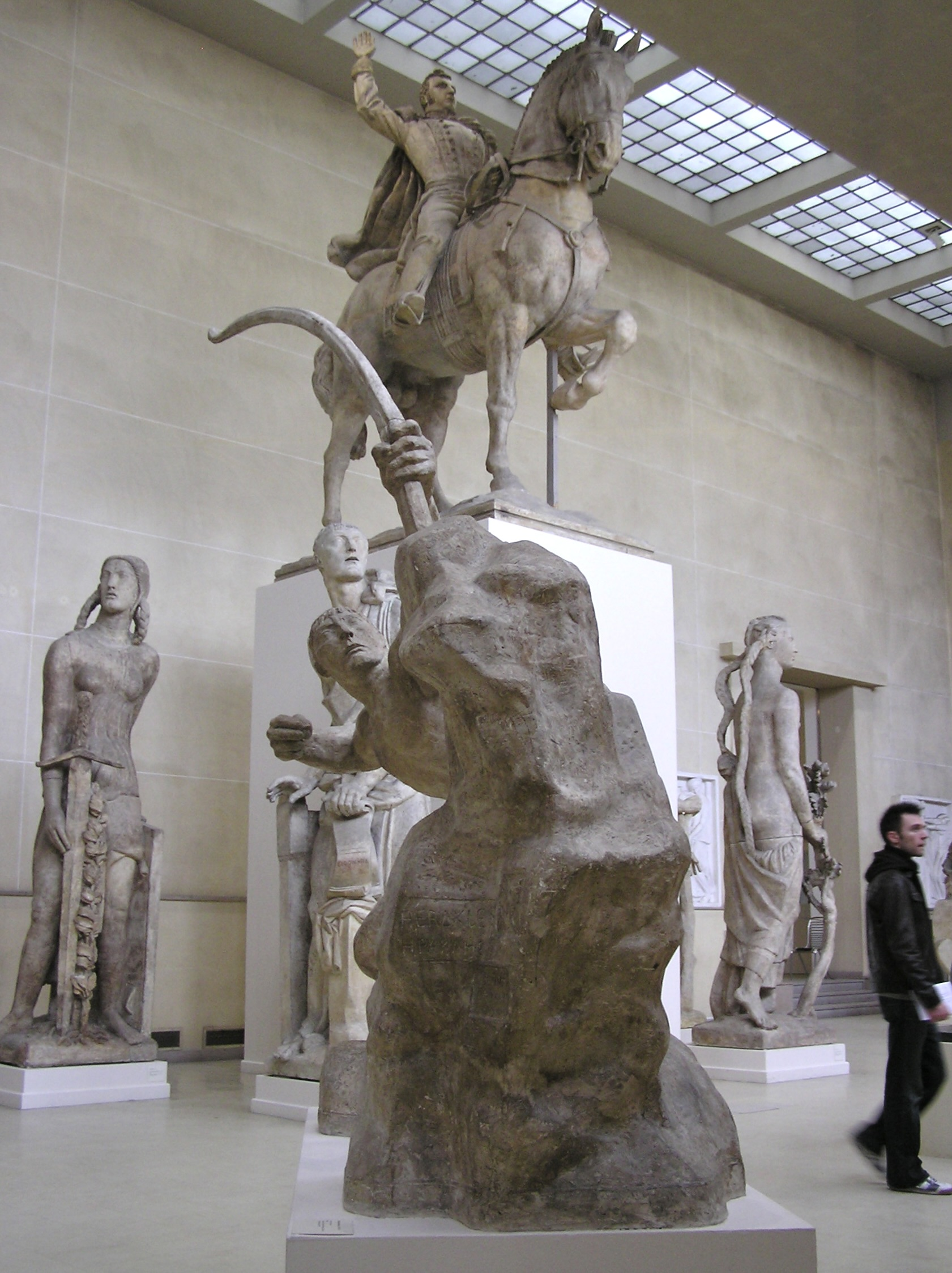
Зала музею Бурделя на Монпарнасі.
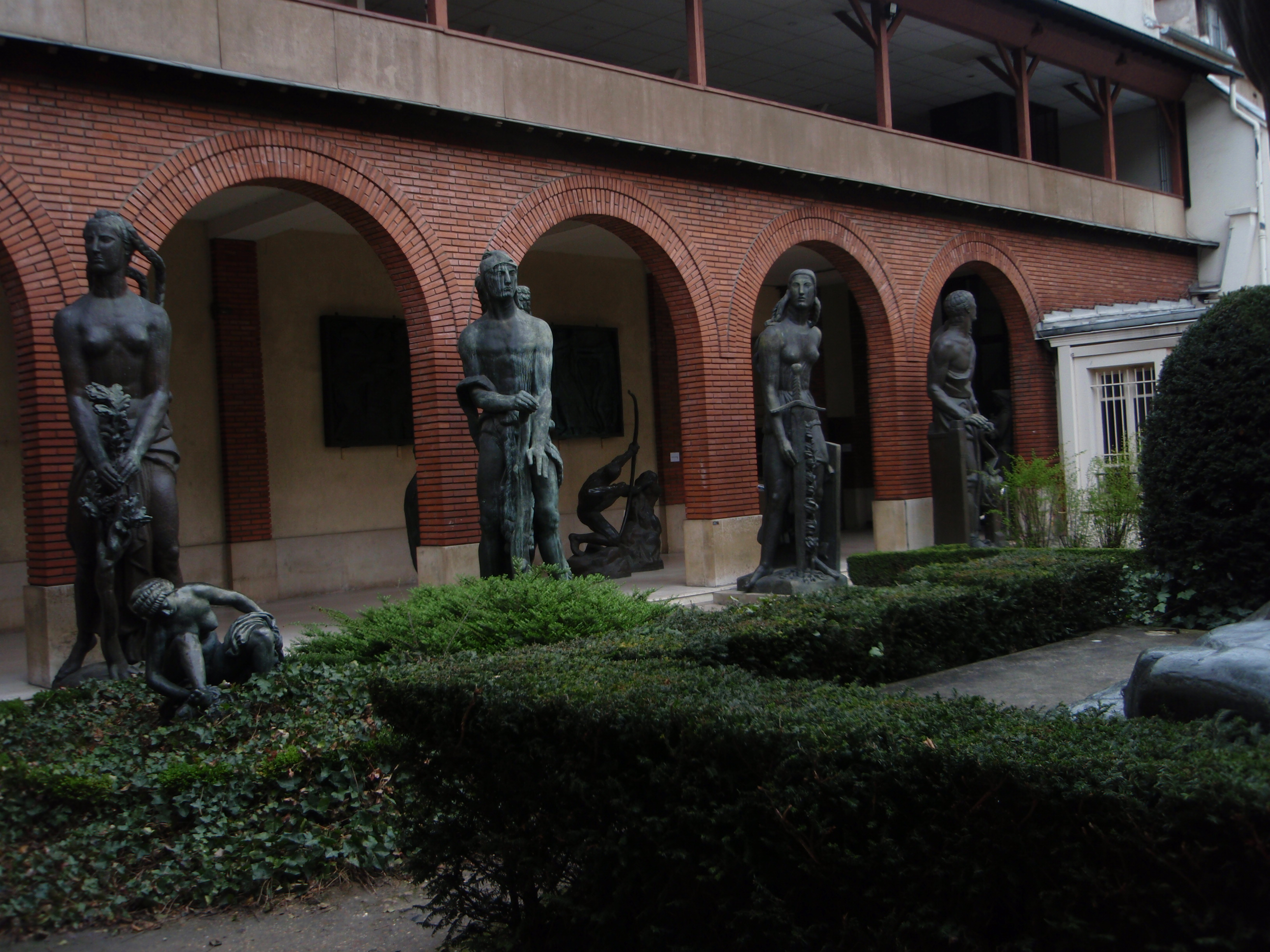
Внутрішній дворик Музею Бурделя в Парижі
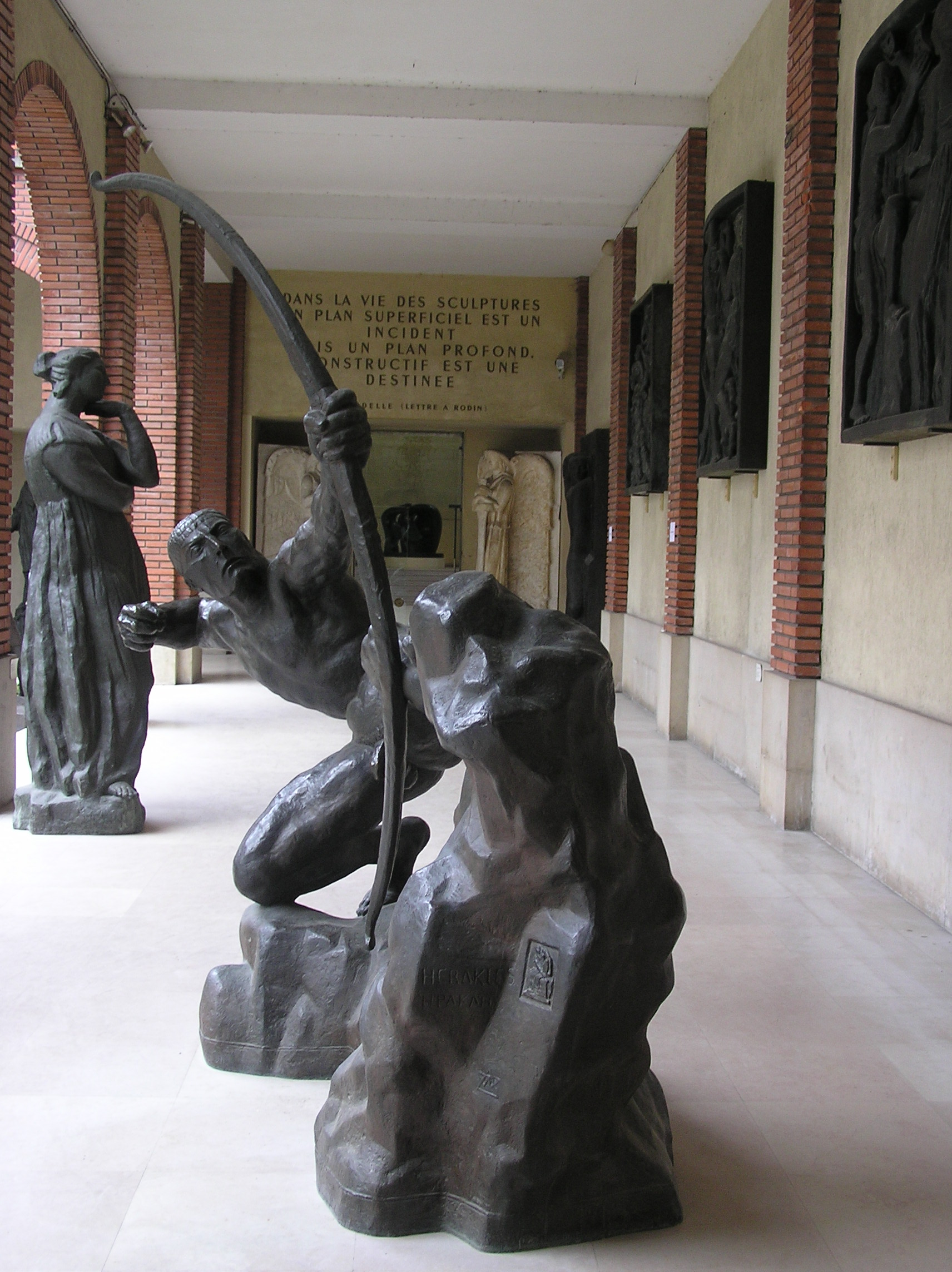
Скульптури в галереї музею

## Друковані твори Бурделя
- Bourdelle, Poeme du Sculpteur — " La Tribune du Tarn-et-Garonn, 1890.
- Bourdelle, La sculpture et Rodin, Paris, 1937.
- Bourdelle, La Matiere et l'Esprit dans l'Art, Paris, 1952.
- Bourdelle, Ecrits sur l'art et sur la vie, Paris, 1955.